# شهر موتور آنلاین
شهر موتور آنلاین (به انگلیسی: Motor City Online) یک بازی ویدئویی برخط چندنفره گسترده مسابقه‌ای منتشر شده توسط شرکت الکترونیک آرتس است. این بازی در تاریخ ۲۹ اکتبر ۲۰۰۱ برای مایکروسافت ویندوز عرضه شده و سازنده آن الکترونیک آرتس است.